# Pilot 793 SE
Pilot 793 SE är en svensk lotsbåt som byggdes 2008 av Marine Alutech Oy Ab i Tykö i Finland för Sjöfartsverket i Norrköping. Pilot 793 SE stationerades vid Ljusne lotsplats i Ljusne i  Söderhamns kommun.